# Château du comte Kárász
Le château du comte Kárász (en serbe cyrillique : Дворац грофа Караса у Хоргошу ; en serbe latin : Dvorac grofa Karasa u Horgošu) est situé à Horgoš, dans la province de Voïvodine, dans la municipalité de Kanjiža et dans le district du Banat septentrional, en Serbie. Il est inscrit sur la liste des monuments culturels de grande importance de la république de Serbie (identifiant no SK 1237).

## Présentation
Le château a été construit à la fin du XVIIIe siècle, peut-être en 1795, pour abriter la famille du comte Miklós Antal Kárász (1715-1797), le fondateur de la ville d'Horgoš. Caractéristique du style baroque,, il a été conçu par un architecte viennois inconnu.
Le bâtiment s'inscrit dans un plan en forme de « L ». La façade principale, qui donne sur la cour intérieure, est dotée d'un vaste escalier donnant sur un porche ; le porche et les fenêtres sont ornés de grilles en fer forgé. La façade principale, asymétrique, dispose d'une avancée décorée de quatre grands pilastres aux chapiteaux composites soutenant une architrave en forme de frise avec triglyphes et métopes. L'architrave supporte un grand fronton baroque. Cette façade principale se caractérise également par le décor plastique entourant les ouvertures, notamment des motifs floraux, et par un haut toit mansardé,.
Après la Seconde Guerre mondiale, le château a servi d'école mais il est aujourd'hui désaffecté et en mauvais état.